# Штайнмайр, Вольфганг
Вольфганг Штайнмайр (нем. Wolfgang Steinmayr; род. 6 сентября 1944, Инсбрук) — австрийский шоссейный велогонщик, выступавший на международном уровне в 1969—1976 годах. Четырёхкратный победитель «Тура Австрии», бронзовый призёр чемпионата Австрии в групповой гонке, участник двух летних Олимпийских игр.

## Биография
Вольфганг Штайнмайр родился 6 сентября 1944 года в Инсбруке, Австрия.
Впервые заявил о себе в шоссейном велоспорте в сезоне 1969 года, став вторым в генеральной классификации «Тура Австрии».
В 1971 году показал третий результат на «Туре Австрии», выиграв здесь также десятый этап (индивидуальную гонку с раздельным стартом). Добавил в послужной список победу на восьмом этапе «Тур де л’Авенир», став в генеральной классификации девятым. Был лучшим в прологе «Гран-при Вильгельма Телля», где тоже расположился на девятой строке итогового протокола.
В 1972 году впервые одержал победу на «Туре Австрии», выиграв при этом второй разделочный этап, показал пятый результат в гонке Ruban Granitier Breton. Благодаря череде удачных выступлений вошёл в основной состав австрийской национальной сборной и удостоился права защищать честь страны на летних Олимпийских играх в Мюнхене — в программе групповой гонки занял итоговое 55-е место.
В 1973 году вновь выиграл «Тур Австрии», причём был лучшим на трёх этапах и дополнительно стал лидером горной классификации. Финишировал вторым на «Тур де л’Авенир».
В 1974 году выиграл один этап и генеральную классификацию гонки «Вена — Рабенштайн — Грестен — Вена», снова стал вторым на «Тур де л’Авенир», выиграв здесь горную классификацию, показал второй результат на «Туре Югославии», закрыл десятку сильнейших на «Гран-при Вильгельма Телля».
В 1975 году завоевал бронзовую медаль в групповой гонке на чемпионате Австрии, в третий раз выиграл «Тур Австрии», где вновь был лидером горной классификации и финишировал первым на одном этапе.
В 1976 году в четвёртый раз одержал победу на «Туре Австрии» (является рекордсменом по количеству побед в этой гонке) и выиграл индивидуальный заезд на время в рамках гонки «Вена — Рабенштайн — Грестен — Вена». Находясь в числе лидеров австрийской национальной сборной, благополучно прошёл отбор на Олимпийские игры в Монреале — здесь финишировал в групповой гонке на 27-й позиции.
После монреальской Олимпиады Штайнмайр больше не показывал сколько-нибудь значимых результатов в шоссейном велоспорте на международной арене.